# شهرستان سوی‌بین
شهرستان سوی‌بین (به چینی: 绥滨县) یا سویفون (به منچو: ᠰᡠᡳᡶᡠᠨ ᡥᡳᠶᠠᠨ) یک شهرستان در استان هئی‌لونگ‌جیانگ چین است که در تابعیت شهر هه‌گانگ قرار دارد.

## تقسیمات اداری
شهرستان سوی‌بین ۳ شهرک، ۵ قصبه، و ۱ قصبه قومیتی (برای منچوها) تابعه تقسیم شده است. هفت «میدان» هم‌سطح قصبه نیز تابع این شهرستان می‌باشند، مانند نواحی اداری مزارع و مراتع.
- شهرک ژونگ‌رن (忠仁镇، Zhōngrén zhèn)
- شهرک سوی‌بین (绥滨镇، Suíbīn zhèn)
- شهرک سوی‌دونگ (绥东镇، Suídōng zhèn)

- قصبه بئی‌شان (北山乡، Běishān xiāng)
- قصبه بئی‌گانگ (北岗乡، Běigǎng xiāng)
- قصبه شین‌فو (新富乡، Xīnfù xiāng)
- قصبه فوچیانگ (富强乡، Fùqiáng xiāng)
- قصبه لیان‌شنگ (连生乡، Liánshēng xiāng)

- ‌ قصبه قومیتی منچو فوشینگ‌/فوهینگ
  - (福兴满族乡، Fúxìng mǎnzú xiāng)
  - (ᡶᡠᡥᡳᠩ ᠮᠠᠨᠵᡠ ᡠᡴᠰᡠᡵᠠ ᡤᠠᡧᠠᠨ، fuhing manju uksura gašan)

- میدان بذرکاری شهرک ژونگ‌رن (忠仁镇良种场، Zhōngrén zhèn liángzhǒngchǎng)
- میدان بذرکاری شهرک سوی‌دونگ (绥东镇良种场، Suídōng zhèn liángzhǒngchǎng)
- میدان جنگل‌داری سوی‌بین غربی (绥滨西林场، Suíbīn xī línchǎng)
- میدان جنگل‌داری دولتی دفاع مرزی ژونگ‌شینگ (国营中兴边防林场، Guóyíng zhōngxìng biānfáng línchǎng)
- میدان زراعتی پویانگ (普阳农场، Pǔyáng nóngchǎng)
- میدان زراعتی سوی‌بین (绥滨农场، Suíbīn nóngchǎng)
- میدان زراعتی شماره ۲۹۰ (二九〇农场، Èrjiǔlíng nóngchǎng)